# Simona-Iulia Matei
Simona-Iulia Matei (* 7. Juli 1985 in Brașov, Sozialistische Republik Rumänien) ist eine ehemalige rumänische Tennisspielerin.

## Karriere
Matei begann mit sechs Jahren das Tennisspielen und bevorzugt Sandplätze. Sie spielte vorrangig auf der ITF Women’s World Tennis Tour, wo sie neun Titel im Einzel und sieben im Doppel gewinnen konnte.
2005 erhielt sie eine Wildcard für die Qualifikation zum İstanbul Cup, ihrem ersten Turnier der WTA Tour. Sie gewann ihr erstes Spiel gegen Ágnes Szávay mit 6:3 und 6:3, scheiterte dann aber in der zweiten Runde gegen Lenka Tvarošková mit 4:6 und 2:6.
2007 trat sie bei den Australian Open in der Qualifikation zum Hauptfeld im Dameneinzel an, wo sie aber bereits in der ersten Runde gegen Marina Eraković mit 5:7 und 1:6 verlor.
2008 stand sie nochmals in der Qualifikation zu einer Hauptrunde im Dameneinzel bei einem Grand-Slam. Bei den French Open verlor sie aber bereits ihr Erstrundenmatch in der Qualifikation gegen Caroline Maes mit 0:6 und 2:6.
Für die Rumänische Billie-Jean-King-Cup-Mannschaft spielte Matei 2004 und 2005 insgesamt acht Einzel, von denen sie drei gewann.
In der deutschen 2. Tennis-Bundesliga spielte sie 2007 für den TC Blau-Weiss Halle.

## Turniersiege

### Einzel
| Nr. | Datum              | Turnier   | Kategorie   | Belag | Finalgegnerin       | Ergebnis       |
| --- | ------------------ | --------- | ----------- | ----- | ------------------- | -------------- |
| 1.  | 20. Juli 2003      | Monteroni | ITF $10.000 | Sand  | Zuzana Zemenová     | 6:0, 7:5       |
| 2.  | 30. Mai 2004       | Oradea    | ITF $10.000 | Sand  | Petra Novotníková   | 6:3, 6:4       |
| 3.  | 25. Juli 2004      | Balș      | ITF $10.000 | Sand  | Cătălina Cristea    | 6:1, 6:2       |
| 4.  | 29. August 2004    | Timișoara | ITF $10.000 | Sand  | Jewhenija Sawranska | 6:3, 6:3       |
| 5.  | 28. August 2005    | Bukarest  | ITF $10.000 | Sand  | Diana Enache        | 6:3, 6:0       |
| 6.  | 9. Juli 2006       | Båstad    | ITF $25.000 | Sand  | Sandra Záhlavová    | 6:4, 4:6, 7:60 |
| 7.  | 24. September 2006 | Lecce     | ITF $25.000 | Sand  | Giulia Gabba        | 6:3, 4:6, 6:3  |
| 8.  | 13. September 2009 | Russe     | ITF $10.000 | Sand  | Martina Gledacheva  | 6:2, 6:3       |
| 9.  | 4. Oktober 2009    | Dobritsch | ITF $10.000 | Sand  | Dia Ewtimowa        | 6:2, 6:3       |

### Doppel
| Nr. | Datum              | Turnier   | Kategorie   | Belag             | Partnerin             | Finalgegnerinnen                       | Ergebnis         |
| --- | ------------------ | --------- | ----------- | ----------------- | --------------------- | -------------------------------------- | ---------------- |
| 1.  | 1. Oktober 2005    | Porto     | ITF $25.000 | Sand              | Lina Stančiūtė        | Kelly de Beer Eva Pera                 | 2:6, 6:4, 6:4    |
| 2.  | 28. Januar 2006    | Grenoble  | ITF $10.000 | Hartplatz (Halle) | Pemra Özgen           | Florence Haring Virginie Pichet        | 6:3, 7:5         |
| 3.  | 25. März 2006      | Parioli   | ITF $10.000 | Sand              | Magdalena Kiszczyńska | Stefania Chieppa Valentina Sulpizio    | 6:3, 6:2         |
| 4.  | 5. April 2008      | Belek     | ITF $10.000 | Sand              | Valentina Sulpizio    | Jewgenija Paschkowa Awgusta Zybyschewa | 6:2, 5:7, [10:4] |
| 5.  | 25. Juli 2009      | Bukarest  | ITF $10.000 | Sand              | Ioana Gașpar          | Ionela-Andreea Iova Andreea Mitu       | 7:66, 6:1        |
| 6.  | 12. September 2009 | Russe     | ITF $10.000 | Sand              | Ioana Ivan            | Malou Ejdesgaard Dia Ewtimowa          | 6:1, 6:4         |
| 7.  | 3. Oktober 2009    | Dobritsch | ITF $10.000 | Sand              | Diana Marcu           | Hülya Esen Lütfiye Esen                | 7:5, 4:6, [10:5] |